# Wanz
Wanz, artiestennaam van Michael Wansley, (Seattle, Washington), 9 oktober 1961) is een Amerikaanse singer-songwriter. In Nederland en Vlaanderen werd hij vooral bekend door zijn zang in het nummer Thrift shop van Macklemore en Ryan Lewis uit 2013.

## Discografie

### Singles
| Single met eventuele hitnotering(en) in de Nederlandse Top 40 | Datum van verschijnen | Datum van binnenkomst | Hoogste positie | Aantal weken | Opmerkingen                                                            |
| ------------------------------------------------------------- | --------------------- | --------------------- | --------------- | ------------ | ---------------------------------------------------------------------- |
| Thrift shop                                                   | 03-09-2012            | 09-02-2013            | 1(1wk)          | 27           | met Macklemore & Ryan Lewis / Nr. 1 in de Single Top 100 / Alarmschijf |

| Single met hitnotering(en) in de Vlaamse Ultratop 50 | Datum van verschijnen | Datum van binnenkomst | Hoogste positie | Aantal weken | Opmerkingen                 |
| ---------------------------------------------------- | --------------------- | --------------------- | --------------- | ------------ | --------------------------- |
| Thrift shop                                          | 2012                  | 26-01-2013            | 1(6wk)          | 9*           | met Macklemore & Ryan Lewis |

### NPO Radio 2 Top 2000
| Nummer met noteringen in de NPO Radio 2 Top 2000 | '15  | '16  | '17  |
| ------------------------------------------------ | ---- | ---- | ---- |
| Thrift Shop (met Macklemore & Ryan Lewis)        | 1482 | 1755 | 1866 |

1. ↑  Een vetgedrukt getal geeft de hoogste notering aan.
2. ↑  2015 was het eerste jaar met een notering voor dit nummer.
3. ↑  Deze tabel is bijgewerkt tot en met de laatste editie (2024).